# Melitaea marsilia
Melitaea marsilia är en fjärilsart som beskrevs av Hans Fruhstorfer 1917. Melitaea marsilia ingår i släktet Melitaea och familjen praktfjärilar. Inga underarter finns listade i Catalogue of Life.